# Aphrodisium cantori
Aphrodisium cantori es una especie de escarabajo longicornio del género Aphrodisium, tribu Callichromatini. Fue descrita científicamente por Hope en 1839.
Se distribuye por China, India, Laos, Nepal y Bangladés. Mide 35-55 milímetros de longitud. El período de vuelo ocurre en los meses de abril, mayo, junio, julio, septiembre, octubre y noviembre.